# Semiologia médica
Semiologia ou Propedêutica é a área da saúde (Medicina, Medicina Veterinária, Enfermagem, Biologia, Biomedicina, Farmácia, Fisioterapia, Educação Física, Fonoaudiologia, Psicologia, Terapia, Odontologia, Nutrição e Terapia Ocupacional), relacionada ao estudo dos sinais e sintomas das doenças humanas e de outros animais. Tem sua etiologia do grego σημειολογία, "semeîon" e "lógos", que significam, respectivamente "sinal" e estudo". A Semiologia é muito importante para o diagnóstico da maioria das enfermidades.
Sintoma é toda a informação subjetiva descrita pelo paciente. Não é passível de confirmação pelo examinador, já que é uma sensação do paciente (dor de cabeça, por exemplo). Refere-se, unicamente, à percepção de uma alteração por parte do doente. A anamnese é a parte da semiologia que visa revelar, investigar e analisar os sintomas. Cerca de 80% dos diagnósticos são realizados baseados nessa parte do exame, um dos pilares da história clínica do paciente. A história clínica compreende, além da anamnese, o exame objetivo, os exames complementares e a história pregressa.
Por outro lado, um sinal refere-se a toda alteração objetiva, que é passível de ser percebida pelo examinador (uma mancha na pele, um sopro cardíaco, por exemplo). A anamnese é um elemento constitutivo de uma ferramenta da semiologia médica, o exame clínico, que, para além da anamnese, é constituído pelo exame físico geral e exame físico específico. O exame físico faz uso de técnicas próprias, denominadas semiotécnicas, que envolvem a inspeção, palpação, ausculta e percussão. Para alguns autores, a capacidade olfativa também seria uma semiotécnica, integrante da inspeção, pois permite ao examinador identificar odores característicos de determinadas doenças, como é o caso das infecções ginecológicas por Gardnerella vaginalis.
A semiologia médica estuda, também, a maneira de revelar (anamnese, exame clínico, exames complementares) e de apresentar (observação, tabelas, síndromes etc.) esses sintomas, com o propósito de se estabelecer um diagnóstico.
A semiologia pode e normalmente defere um diagnóstico com mais precisão em uma investigação médica.